# Генералово (Болгария)
Генералово (болг. Генералово) — село в Болгарии. Находится в Хасковской области, входит в общину Свиленград. Население составляет 265 человек.

## Политическая ситуация
Генералово подчиняется непосредственно общине и не имеет своего кмета.
Кмет (мэр) общины Свиленград — Георги Стоянов Манолов (инициативный комитет) по результатам выборов.